# The Inspiration
The Inspiration (с англ. — «Вдохновение») — второй студийный альбом американского рэпера Young Jeezy, вышедший 12 декабря 2006 года на лейбле Def Jam. Альбом является продолжением Let's Get It: Thug Motivation 101 и имеет альтернативное название The Inspiration: Thug Motivation 102. В 2007 году получил платиновый сертификат RIAA.
| Совокупная оценка    | Совокупная оценка |
| Источник             | Оценка            |
| -------------------- | ----------------- |
| Metacritic           | (70/100)          |
| Оценки критиков      |                   |
| Источник             | Оценка            |
| AllMusic             | [ 2 ]             |
| Entertainment Weekly | B+                |
| HipHopDX             | [ 4 ]             |
| Los Angeles Times    | [ 5 ]             |
| Pitchfork            | 8.1/10            |
| PopMatters           | 6/10              |
| RapReviews           | 7/10              |
| Rolling Stone        | [ 9 ]             |
| USA Today            | [ 10 ]            |
| XXL                  | [ 11 ]            |

## Коммерческий успех
После первой недели альбом дебютировал на строчке № 1 в чарте Billboard 200, продав 352 000 лицензионных копий и став первым «номером один» в карьере рэпера.
По состоянию на 11 июля 2007 года было продано 1 229 000 экземпляров альбома в США и 1 613 806 во всём мире.
Альбом был номинирован на премию «Грэмми» в категории «Лучший рэп/хип-хоп альбом 2006 года», но по количеству голосований с минимальным преимуществом уступил рэперу Ludacris с альбомом Release Therapy.

## Список композиций
| №                   | Название                                                | Автор(ы)                                                                                        | Продюсер              | Длительность |
| ------------------- | ------------------------------------------------------- | ----------------------------------------------------------------------------------------------- | --------------------- | ------------ |
| 1.                  | «Hypnotize (Intro)»                                     | Джей Дженкинс Деметриус Стюарт                                                                  | Shawty Redd           | 3:41         |
| 2.                  | «Still on It»                                           | Джей Дженкинс Трейси Севелл                                                                     | Midnight Black        | 3:46         |
| 3.                  | «U Know What It Is»                                     | Джей Дженкинс Деметриус Стюарт                                                                  | Shawty Redd           | 3:44         |
| 4.                  | «J.E.E.Z.Y.»                                            | Джей Дженкинс Деметриус Стюарт                                                                  | Shawty Redd           | 3:49         |
| 5.                  | «I Luv It»                                              | Джей Дженкинс Элдрин Дэвис                                                                      | DJ Toomp              | 4:00         |
| 6.                  | «Go Getta» (при участии R. Kelly)                       | Джей Дженкинс Эндрю Харр Джермейн Джексон Роберт Келли Аллан Фелдер Норман Харрис Таня Джонс    | The Runners           | 3:49         |
| 7.                  | «3 A.M.» (при уч. Timbaland)                            | Джей Дженкинс Тимоти Мосли                                                                      | Timbaland             | 3:56         |
| 8.                  | «The Realist»                                           | Джей Дженкинс Кристофер Голсон                                                                  | Drumma Boy            | 4:09         |
| 9.                  | «Streets on Lock»                                       | Джей Дженкинс Андрэ Лион Марселло Валензано Дэрил Холл Джон Оутс                                | Cool & Dre            | 3:34         |
| 10.                 | «Bury Me a G»                                           | Джей Дженкинс Эрик Ортиз Кеннет Бартоломей Кевин Кроув Уильям Браун Дональд Френч Милли Джексон | J.U.S.T.I.C.E. League | 4:43         |
| 11.                 | «Dreamin’» (при участии Keyshia Cole)                   | Джей Дженкинс Эндрю Харр Джермейн Джексон Ларри Батисте Клэйтовен Ричардсон Билли Саммерз       | The Runners           | 4:49         |
| 12.                 | «What You Talkin’ ’Bout»                                | Джей Дженкинс Майкл Крумс Кеннет Гэмбл Леон Хафф                                                | DJ Smurf              | 3:48         |
| 13.                 | «Keep It Gangsta» (при участии Slick Pulla и Blood Raw) | Джей Дженкинс Тимоти Риз Реналдо Уайтмен Брюс Фoлсон Даррен Стефенс                             | Key Pushas            | 4:36         |
| 14.                 | «Mr. 17.5»                                              | Джей Дженкинс Дональд Кэннон Леон Уэр                                                           | Don Cannon            | 3:30         |
| 15.                 | «I Got Money» (при участии T.I.)                        | Джей Дженкинс Элдрин Дэвис Клиффорд Харрис-мл.                                                  | DJ Toomp              | 3:59         |
| 16.                 | «The Inspiration (Follow Me)»                           | Джей Дженкинс Энтони Дэнт Майкл Джексон                                                         | Anthony Dent          | 4:25         |
| Общая длительность: | Общая длительность:                                     | Общая длительность:                                                                             | Общая длительность:   | 64:18        |

| №                   | Название                                             | Автор(ы)                                                   | Продюсер            | Длительность |
| ------------------- | ---------------------------------------------------- | ---------------------------------------------------------- | ------------------- | ------------ |
| 17.                 | «I Do This»                                          | Джей Дженкинс Харви Миллер                                 | DJ Speedy           | 4:13         |
| 18.                 | «Hood Rat» (при участии Three 6 Mafia и Project Pat) | Джей Дженкинс Пол Беурегард Джордан Хьюстон Патрик Хьюстон | DJ Paul Juicy J     | 4:27         |
| Общая длительность: | Общая длительность:                                  | Общая длительность:                                        | Общая длительность: | 72:58        |

| №   | Название          | Автор(ы)                  | Продюсер | Длительность |
| --- | ----------------- | ------------------------- | -------- | ------------ |
| 17. | «National Anthem» | Джей Дженкинс Скотт Джунг | Chops    | 4:05         |

Использованные семплы
- «Go Getta»: Blue Magic — «Born on Halloween»
- «Streets on Lock»: Hall & Oates — «Out of Touch»
- «Bury Me a G»: Millie Jackson — «A Child of God (It’s Hard to Believe)»
- «Dreamin’»: Bill Summers — «Dreaming»
- «What You Talkin’ ’Bout»: Teddy Pendergrass — «Close the Door»
- «Mr. 17.5»: The Miracles — «Give Me Just Another Day»
- «The Inspiration (Follow Me)»: Diana Ross — «Muscles»

## Видеоклипы
- 2006: «I Luv It»
- 2007: «Go Getta» (при участии R. Kelly)
- 2007: «Dreamin’» (при участии Keyshia Cole)
- 2007: «Bury Me a G/J.E.E.Z.Y.»
- 2015: «Mr. 17.5»

## Места в чартах
| Чарт (2006)                           | Лучшее место |
| ------------------------------------- | ------------ |
| U.S. Billboard 200                    | 1            |
| U.S. Billboard Top R&B/Hip-Hop Albums | 1            |
| U.S. Billboard Top Rap Albums         | 1            |